# Конкоре (Морбијан)
Конкоре (фр. Concoret) насеље је и општина у северозападној Француској у региону Бретања, у департману Морбијан која припада префектури Ван.
По подацима из 2011. године у општини је живело 747 становника, а густина насељености је износила 47,4 становника/km². Општина се простире на површини од 15,76 km². Налази се на средњој надморској висини од 90 метара (максималној 133 m, а минималној 66 m).

## Демографија
| 1962. | 1968. | 1975. | 1982. | 1990. | 1999. | 2011. |
| ----- | ----- | ----- | ----- | ----- | ----- | ----- |
| 614   | 683   | 731   | 668   | 626   | 645   | 747   |

График промене броја становника у току последњих година